# جکسونویل جگوارز

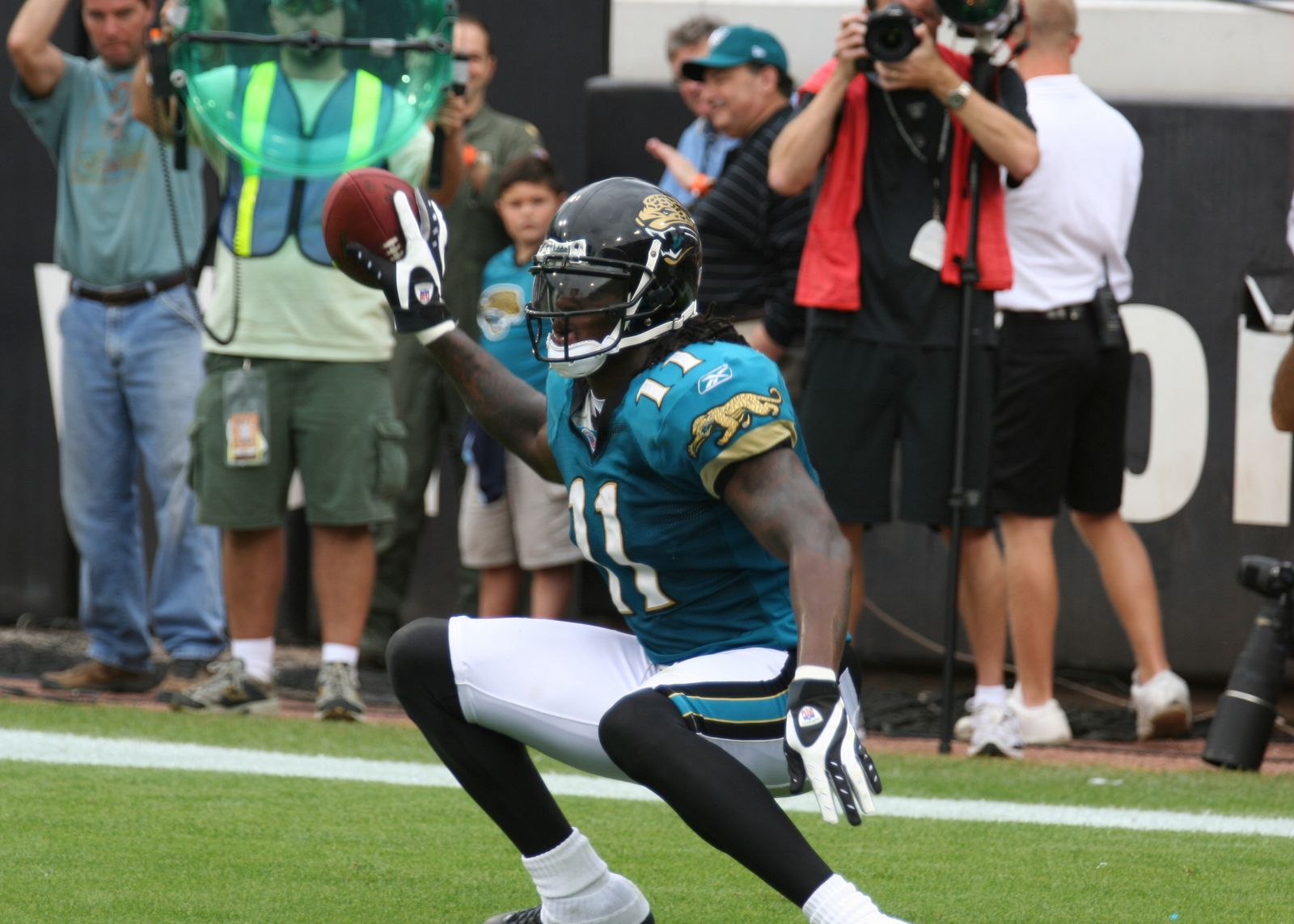

تیم فوتبال آمریکایی جکسونویل جگوارز (به انگلیسی: Jacksonville Jaguars) از شهر جکسونویل در ایالت فلوریدا می‌باشد.
این تیم عضو لیگ ملی فوتبال آمریکا است.
ورزشگاه خانه این تیم ورزشگاه جکسونویل میونیسیپال (به انگلیسی: Jacksonville Municipal Stadium) نام دارد.

## نگارخانه

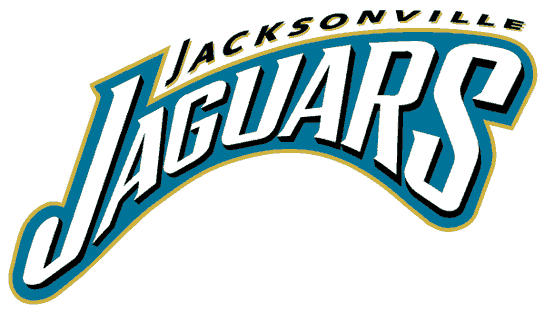
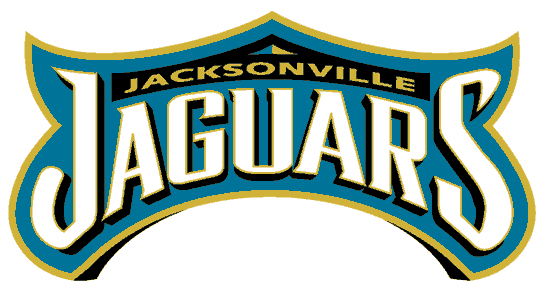
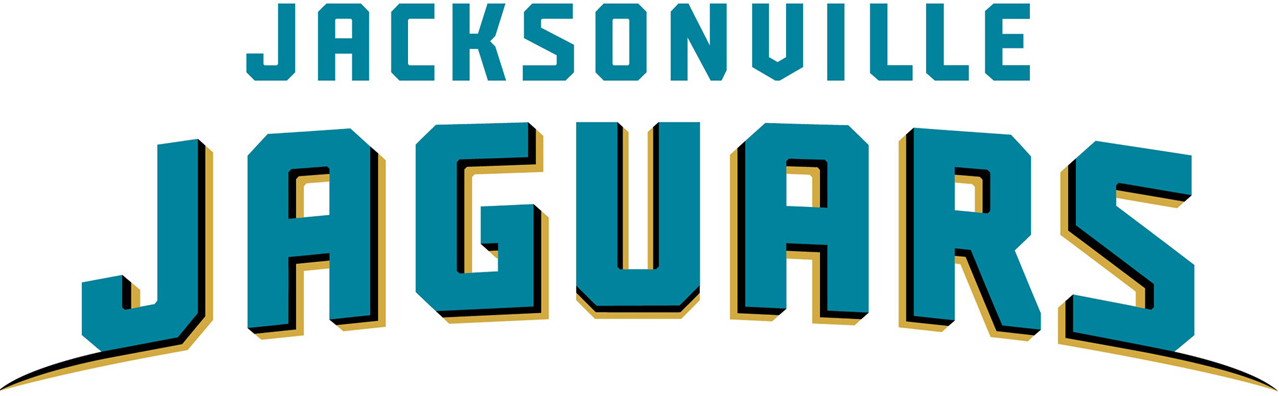

## وب‌گاه رسمی
- وبگاه رسمی تیم